# System 12
Le System 12 est un système de jeux vidéo pour borne d'arcade compatible JAMMA destiné aux salles d'arcade, créé par Namco en 1996.

## Description
Le System 12 est sorti en 1996 avec comme premier jeu Tekken 3 (Namco accompagne la plupart des sorties d'un nouveau système d'arcade d'une nouvelle mouture de Tekken).
C'est une évolution technique du System 11 (basé sur la console PlayStation) sorti deux ans plus tôt et auquel il succède. Les principales modifications résident dans un jeu de puces différent et la fréquence du processeur central qui est augmentée de près d'un tiers par rapport à la fréquence utilisée sur le System 11.
Namco surfe sur le succès de la qualité proposée par la PlayStation et sort un système plus puissant, mais toujours basé sur la même architecture matérielle que le System 11, ce qui réduit les coûts et les temps de production. La base PlayStation permettra la conversion de nombreux jeux tout comme le System 11.
Même si la base reste la même, le processeur central change, c'est un CXD8661R cadencé à des fréquences supérieures à celle du System 11. Il propose les mêmes fonctions que le LSI Logic R3000A, il intègre le Geometry Transformation Engine (Moteur de transformation de géométrie) et le Data Decompression Engine (Moteur de décompression de données). Le processeur graphique d'origine de la PlayStation est utilisé, mais le processeur sonore du System 11 est remplacé par un Hitachi H8/3002. La puce audio reste la même, une Namco C352. 
Physiquement, il ressemble au System 11, les PCBs sont composées de trois cartes de circuit imprimé, une supportant le système, une seconde, très petite, qui supporte les jeux et l'autre ne comportant que les processeurs (la taille de cette dernière est de la moitié de celle de la carte système), le CD-Rom de la version console n'est pas utilisé. Là aussi, bien que les jeux soient sous forme de carte fille branchée sur la carte mère, les cartes supportant les ROMs des jeux sont spécifiques à chaque carte mère et ne sont pas compatibles avec celles d'autres jeux, chaque carte mère System 11 étant dédiée à un seul jeu.
Il existe plusieurs révisons légèrement différentes du System 12, avec trois versions de la carte mère, neuf révisons de la carte fille et deux types de carte supportant les processeurs. Le System 12 comporte également suivant les jeux, une PCB supplémentaire : une pour connecter et gérer un light gun et l'autre pour connecter une carte réseau qui permet de connecter plusieurs PCBs entre elles par l'intermédiaire d'un câble USB standard (Libero Grande, Tekken 3 et Ehrgeiz).

## Spécifications techniques

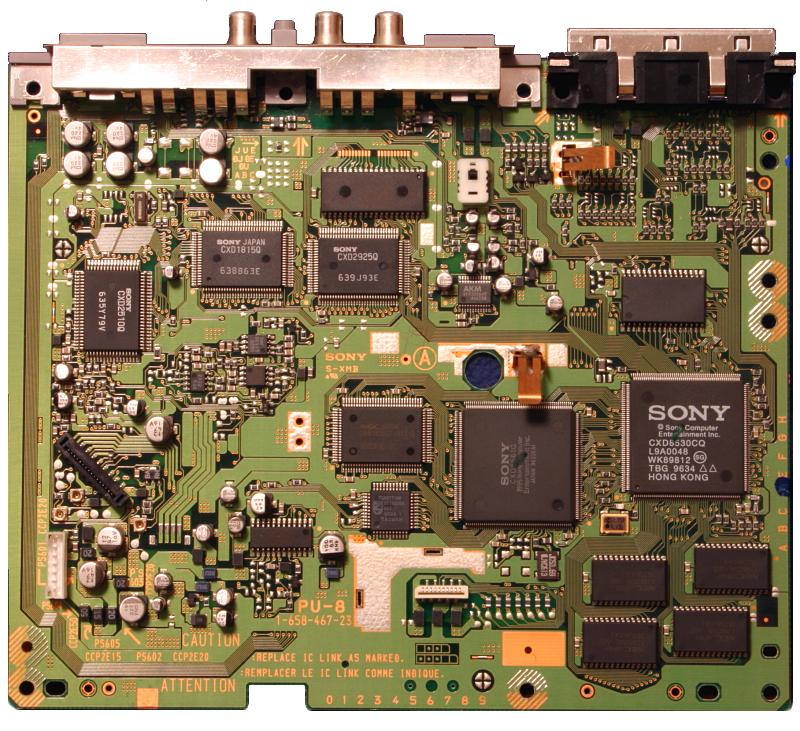
Une carte mère PlayStation.
Le System 12 est basé sur le matériel de la PlayStation.

### Processeur principal
- CXD8661R cadencé à 50 MHz
  - Geometry Transformation Engine et Data Decompression Engine intégré
  - Cache dinstruction : 4KB
  - BUS : 132 MB/s
  - OS ROM: 512Ko
  - RAM principale : 2MB

### Processeur graphique
- Capacité :
  - RAM vidéo : 2 MB
  - 360,000 polygones par seconde
  - Sprite/BG drawing
    - Effets des sprites :
      - Rotation
      - Scaling up/down
      - Warping, Transparency
      - Fading
      - Priority
      - Vertical and horizontal line scroll

  - framebuffer adjustable
  - No line restriction
  - 4 000 8 × 8 pixel sprites with individual scaling and rotation
  - Simultaneous backgrounds (scrolling parallaxe)
  - Résolution :
    - 256 × 224
    - 740 × 480

  - Couleurs : 16,7 millions de couleurs
  - CLUTs illimités (Color Look-Up Tables)

### Processeur audio
- Processeur sonore : Hitachi H8/3002 cadencé à 16,737 35 MHz
- Puce audio : Namco C352 cadencé à 16,737 35 MHz
- RAM sonore : 512 kB
- Capacité : Stéréo

## Liste des jeux
| Titre                                                     | Développeur     | Éditeur | Système   | Genre                    | Date |
| --------------------------------------------------------- | --------------- | ------- | --------- | ------------------------ | ---- |
| Aerosmith: Quest For Fame                                 | Namco           | Namco   | System 12 | Rythme                   | 2001 |
| Aqua Rush                                                 | Namco           | Namco   | System 12 | Réflexion                | 1999 |
| Attack Pla-Rail                                           | Namco           | Namco   | System 12 | Simulation ferroviaire   |      |
| Derby Quiz My Dream Horse                                 | Namco           | Namco   | System 12 | Réflexion : quiz         | 1998 |
| Ehrgeiz                                                   | Namco / Square  | Namco   | System 12 | Combat                   | 1998 |
| Fighting Layer                                            | Namco / Arika   | Namco   | System 12 | Combat                   | 1998 |
| Fighting Spirit Biography 3                               | Namco           | Namco   | System 12 | Combat                   | 1997 |
| Ghoul Panic                                               | Namco           | Namco   | System 12 | Light gun shooter        | 1999 |
| Golgo 13                                                  | Namco / Raizing | Namco   | System 12 | Light gun shooter        | 1999 |
| Golgo 13 Juusei no Requiem                                | Namco           | Namco   | System 12 | Light gun shooter        | 2001 |
| Golgo 13 Kiseki no Dandou                                 | Namco           | Namco   | System 12 | Light gun shooter        | 1999 |
| Kaiun Quiz                                                | Namco           | Namco   | System 12 | Réflexion : quiz         | 1999 |
| Kart Duel                                                 | Namco           | Namco   | System 12 |                          | 2000 |
| Libero Grande                                             | Namco           | Namco   | System 12 | Sport : football         | 1997 |
| Mr. Driller                                               | Namco           | Namco   | System 12 | Réflexion                | 1999 |
| Over Kuhn                                                 | Namco           | Namco   | System 12 | Combat                   | 1999 |
| Paca Paca Passion                                         | Namco / Produce | Namco   | System 12 | Rythme                   | 1999 |
| Paca Paca Passion 2                                       | Namco / Produce | Namco   | System 12 | Rythme                   | 1999 |
| Paca Paca Passion Special                                 | Namco / Produce | Namco   | System 12 | Rythme                   | 1999 |
| Point Blank 2                                             | Namco           | Namco   | System 12 | Light gun shooter        | 1999 |
| Point Blank 3                                             | Namco           | Namco   | System 12 | Light gun shooter        | 2001 |
| Shin Nihon Pro Wrestling Toukon Retsuden 3 Arcade Edition | Namco / Tomy    | Namco   | System 12 | Sport : Catch            | 1997 |
| SoulCalibur                                               | Namco           | Namco   | System 12 | Combat                   | 1998 |
| SoulCalibur Ver.B                                         | Namco           | Namco   | System 12 | Combat                   | 1998 |
| Submarines                                                | Namco           | Namco   | System 12 | Simulateur de sous-marin |      |
| Super World Stadium (en) '98                              | Namco           | Namco   | System 12 | Sport : baseball         | 1998 |
| Super World Stadium '99                                   | Namco           | Namco   | System 12 | Sport : baseball         | 1999 |
| Super World Stadium 2000                                  | Namco           | Namco   | System 12 | Sport : baseball         | 2000 |
| Super World Stadium 2001                                  | Namco           | Namco   | System 12 | Sport : baseball         | 2001 |
| Techno drive (en)                                         | Namco           | Namco   | System 12 | Course                   | 1998 |
| Tekken 3                                                  | Namco           | Namco   | System 12 | Combat                   | 1996 |
| Tekken Tag Tournament                                     | Namco           | Namco   | System 12 | Combat                   | 1999 |
| TeknoWerk                                                 | Namco           | Namco   | System 12 |                          | 1998 |
| Tenkomori Shooting                                        | Namco           | Namco   | System 12 | Shoot 'em up             | 1998 |
| Truck Kyosokyoku                                          | Namco           | Namco   | System 12 | Simulateur de conduite   | 2000 |
| Um Jammer Lammy                                           | Namco           | Namco   | System 12 | Rythme                   | 1999 |